# Lager Zgoda

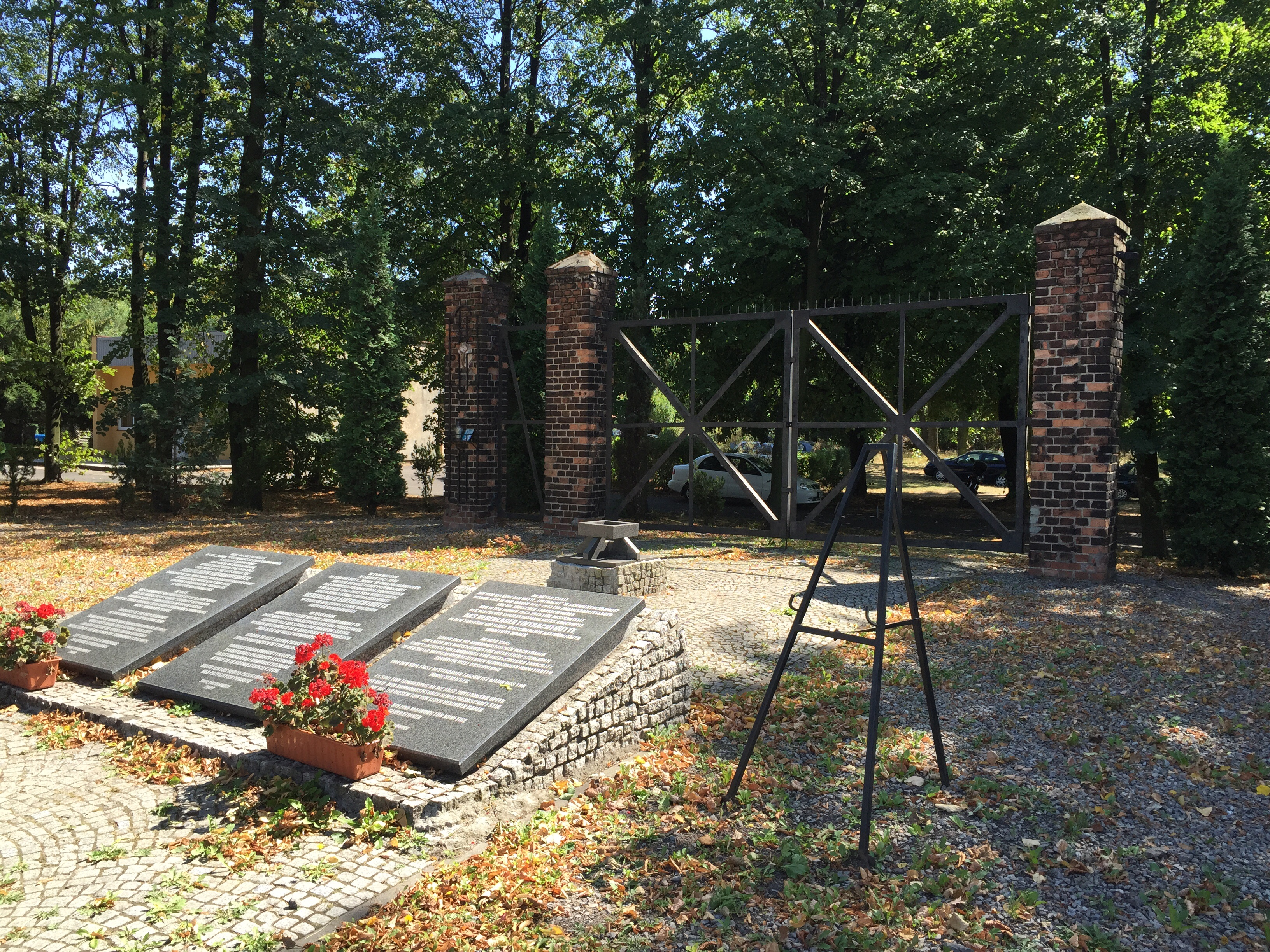
Haupteingang und Denkmal für das ehemalige KZ Eintrachthütte, das spätere Arbeitslager Zgoda

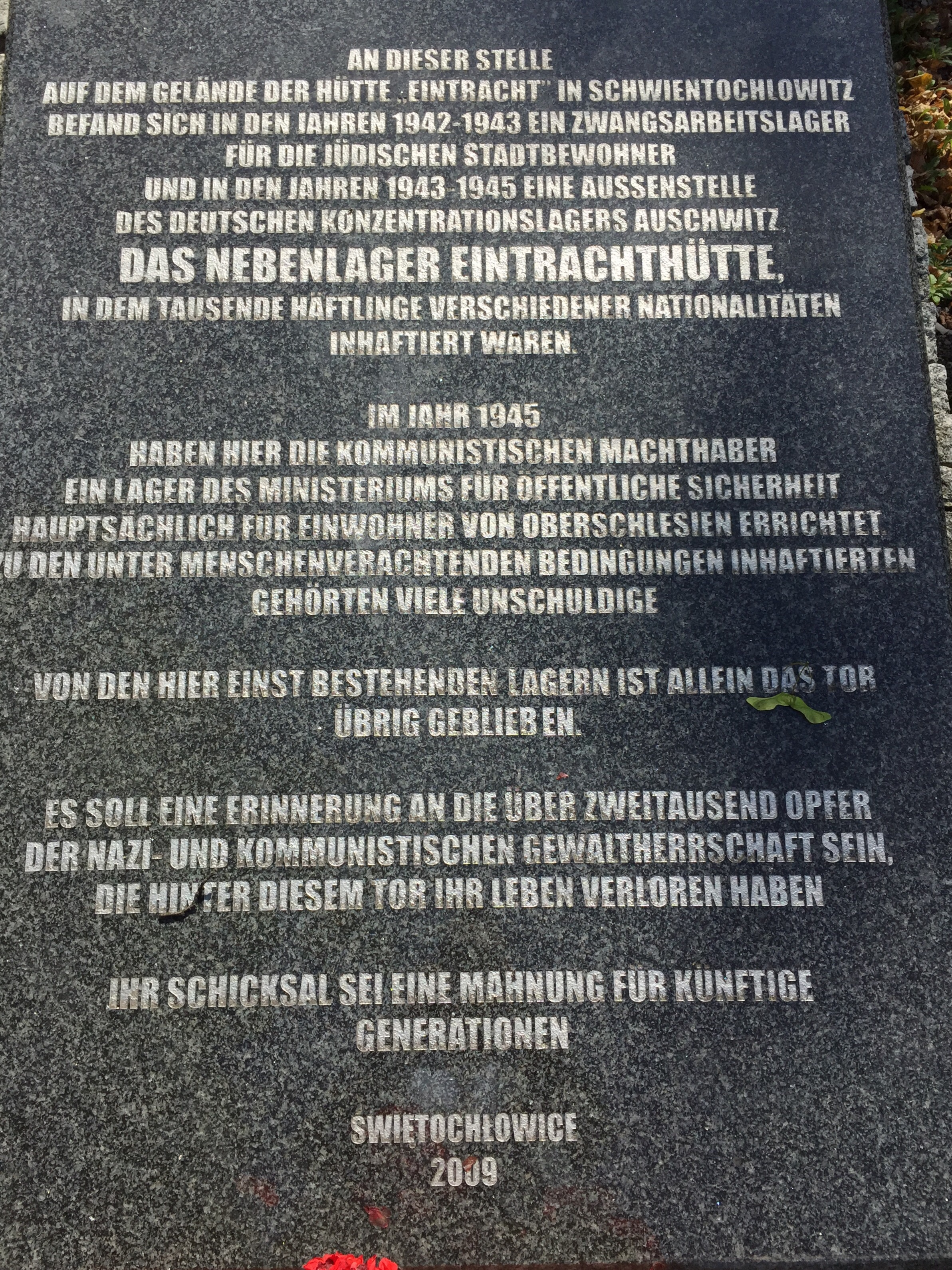

Das Lager Zgoda (pol.: Obóz Zgoda) war ein Arbeitslager vor allem für deutsche Zivilisten im Ortsteil Zgoda der Stadt Świętochłowice in der Volksrepublik Polen. Es handelte sich dabei um das ehemalige KZ Eintrachthütte, das in der Zeit vom 26. Mai 1943 bis 23. Januar 1945 ein Außenlager des KZ Auschwitz war.

## Geschichte
Das von den Deutschen geräumte Lager wurde am 23. Januar 1945 von der Roten Armee besetzt. Nun wurde es in „Zgoda“ umbenannt und im Februar 1945 der polnischen, kommunistischen Geheimpolizei des Ministerstwo Bezpieczeństwa Publicznego (Ministerium für Öffentliche Sicherheit) in Warschau unterstellt und weiterbenutzt. Es wurde somit zu einem der 1.255 Internierungslager für deutsche Gefangene in Polen, in denen von etwa insgesamt inhaftierten 110.000 Menschen 15 bis 20 % ums Leben kamen.
Lagerkommandant wurde Salomon Morel, ein ehemaliger Partisan und Mitglied der polnischen, kommunistischen Untergrundarmee „Armia Ludowa“ (übersetzt Volksarmee).
Die Zahl der Insassen im Lager Zgoda variierte. Anfang August 1945 erreichte sie mit ca. 5.000 Menschen, einschließlich Kindern und Frauen – etwa 60 % waren Frauen, 20 bis 25 % Kinder, der Rest alte Menschen –, ihren Höhepunkt. Es handelte sich dabei mehrheitlich um Reichsdeutsche (aus den deutschen Ostgebieten) und Volksdeutsche (aus Polen), die dort im Zuge der Vertreibung aus den damaligen deutschen Ostgebieten, die unter polnische Verwaltung gekommen waren, zunächst zusammengefasst wurden; andere Nationalitäten wie Ukrainer stellten die Minderheit. Nach einer Berechnung des polnischen Instituts für Nationales Gedenken kamen in Zgoda 1.855 Menschen ums Leben, viele weitere wurden systematisch gequält.
Im Bericht eines amerikanischen Diplomaten an das Foreign Office heißt es: „Konzentrationslager sind nicht aufgehoben, sondern von den neuen Besitzern übernommen worden. Meistens werden sie von der polnischen Miliz geleitet. In Schwientochlowitz … müssen Gefangene, die nicht verhungern oder zu Tode geprügelt werden, Nacht für Nacht bis zum Hals im kalten Wasser stehen, bis sie sterben.“
Der ehemalige Kommandant Salomon Morel floh 1992 nach Israel. Er wurde von der polnischen Regierung wegen Kriegsverbrechen und Verbrechen gegen die Menschlichkeit gesucht. Polen beantragte seine Auslieferung, der Antrag wurde jedoch seitens Israels abgelehnt. Morel starb 2007 in Israel.

## Gedenken
Es gab eine Initiative, die noch sichtbaren Reste des Lagers zu einer Gedenkstätte zu machen.